# Gusuku

Thành Shuri, phục dựng sau Thế chiến thứ II

Gusuku (ぐすく, 御城 (ngự thành) tiếng Okinawa: gushiku), hoặc suku (すく, 城 (thành) Okinawan: shiku), là một thuật ngữ được sử dụng để phân biệt các thành và pháo đài trên đảo Okinawa. Trong tiếng Nhật chuẩn, chữ Hán tương tự được phát âm là "shiro", tuy nhiên từ này có nguồn gốc với một từ khác, "soko" (塞), nghĩa là "pháo đài". Nhiều gusuku và các nét văn hóa liên quan vẫn còn tồn tại trên quần đảo Ryukyu và được công nhận là một di sản thế giới của UNESCO với tên gọi Các di chỉ Gusuku và di sản liên quan của Vương quốc Lưu Cầu.

## Danh sách gusuku
- Thành Agena (安慶名城) - Tình trạng: phế tích
- Thành Chibana (知花城) - Tình trạng: phế tích
- Thành Chinen (知念城) - Tình trạng: phế tích
- Thành Itokazu (糸数城) - Tình trạng: phế tích
- Thành Katsuren - Tình trạng: phế tích
- Thành Kyan (喜屋武城) - Tình trạng: phế tích
- Thành Nakagusuku - Tình trạng: phế tích
- Thành Nakijin - Tình trạng: phế tích
- Thành Sashiki (佐敷城) - Tình trạng: phế tích
- Thành Shuri - Tình trạng: phục dựng
- Thành Urasoe - Tình trạng: phục dựng
- Thành Zakimi - Tình trạng: phế tích